# Mortal y rosa
Mortal y rosa es un libro de Francisco Umbral, publicado en 1975. Formalmente, es una obra híbrida con elementos propios de los libros de memorias, los diarios personales, el monólogo y la prosa poética. Entre otros asuntos, Umbral relata la enfermedad y muerte de su hijo, fallecido con cinco años de edad, a causa de una leucemia.
El título proviene de los últimos dos versos de La voz a ti debida, poemario de Pedro Salinas: «a esta corporeidad mortal y rosa / donde el amor inventa su infinito».
Para el crítico Antonio Lucas "es el libro más contundente de la obra de Umbral, al tratar la crueldad de la muerte de un niño", "es un libro de escritor feroz, inflamable, contagioso".